# Leuconotopicus borealis
Leuconotopicus borealis е вид птица от семейство Picidae. Видът е почти застрашен от изчезване.

## Разпространение
Видът е разпространен в САЩ.